# Ídolos del pueblo
Ídolos del pueblo es el nombre de un álbum de estudio de la banda mexicana Los Tigres del Norte, producido por Enrique Franco y lanzado por la discográfica Fonovisa, en el año de 1988.
Este fue el último álbum en el que trabajo Guadalupe Olivo antes de retirarse y volverse a unir.

## Lista de canciones
La lista de canciones es la siguiente:

| Ídolos del pueblo |                              |          |  |
| N.º               | Título                       | Duración |  |
| 1.                | «Tres veces mojado»          | 2:54     |  |
| 2.                | «Soja campesina»             | 3:26     |  |
| 3.                | «El Niño y la Boda»          | 3:06     |  |
| 4.                | «A MI enemigo»               | 3:12     |  |
| 5.                | «Eloisa Me Lo Hizo»          | 3:42     |  |
| 6.                | «Acuarela Potosina»          | 3:20     |  |
| 7.                | «El Bilingüe»                | 3:27     |  |
| 8.                | «Por Que Te Extraño»         | 3:25     |  |
| 9.                | «Fallaste Corazón»           | 3:44     |  |
| 10.               | «Por Alguien»                | 3:10     |  |
| 11.               | «Tanta Mentira»              | 2:22     |  |
| 12.               | «Corrido Del Doctor Fonseca» | 3:32     |  |

## Personal
Personal según Allmusic:
- Hernán Hernández — integrante de la banda
- Jorge Hernández — integrante de la banda
- Raúl Hernández — integrante de la banda
- Oscar Lara — integrante de la banda
- Adolfo Salas - Compositor
- Antonio Valdez Herrera - Compositor
- Cuco Sánchez - Compositor
- Enrique Franco - Arreglista, dirección artística, compositor, productor
- Fidel Funes - Compositor
- Jim Dean - Ingeniero
- Michael Easley - Diseño fotográfico
- Paulino Vargas - Compositor
- Pepe Guízar - Compositor